# Chocotán
Chocotán är en ort i Mexiko.   Den ligger i kommunen Alvarado och delstaten Veracruz, i den sydöstra delen av landet, 400 km öster om huvudstaden Mexico City. Chocotán ligger 8 meter över havet och antalet invånare är 171.
Terrängen runt Chocotán är platt. Havet är nära Chocotán åt nordost. Runt Chocotán är det ganska tätbefolkat, med 75 invånare per kvadratkilometer. Närmaste större samhälle är Heroica Alvarado, 5,8 km nordväst om Chocotán. Trakten runt Chocotán består huvudsakligen av våtmarker.